# Karoline Lund
Karoline Lund (* 31. Mai 1999 in Oslo, Norwegen) ist eine norwegische Handballspielerin, die beim norwegischen Erstligisten Oppsal IF unter Vertrag steht.

## Karriere
Karoline Lund spielte von 2005 bis 2013 bei Rælingen. Nachdem die Rückraumspielerin ab 2014 für Fjellhammer aufgelaufen war, kehrte sie 2015 zu Rælingen zurück. Zwei Jahre später schloss sie sich dem Zweitligisten Aker Topphåndball an. In der Saison 2018/19 stand Lund beim Erstligisten Larvik HK unter Vertrag, für den sie 46 Treffer in 22 Erstligaspielen erzielte. Weiterhin warf Lund fünf Treffer in der Gruppenphase der EHF Champions League und nach dem Ausscheiden noch weitere 14 Treffer im EHF-Pokal. Anschließend kehrte sie zum Erstligaaufsteiger Aker Topphåndball zurück. 2019 gewann sie mit der U20-Mannschaft von Aker die Norgesmesterkap, den norwegischen Pokalwettbewerb. Im Finale erzielte Lund elf Treffer. Im April 2021 wurde Lund vom französischen Erstligisten Paris 92 verpflichtet. Zur Saison 2021/22 wechselte sie zum dänischen Erstligisten København Håndbold. Seit dem Sommer 2023 steht sie beim norwegischen Erstligisten Oppsal IF unter Vertrag. Im Sommer 2025 wird sie zum rumänischen Erstligisten SCM Râmnicu Vâlcea wechseln.
Lund lief insgesamt 28-mal für norwegische Jugendnationalmannschaft auf, in denen sie 35 Treffer erzielte. Bei der U-18-Weltmeisterschaft 2016 belegte sie mit Norwegen den vierten Platz. Anschließend kam sie zu 30 Einsätzen in der norwegischen Juniorinnennationalmannschaft. Mit dieser Auswahlmannschaft belegte sie den sechsten Platz bei der U-19-Europameisterschaft 2017 sowie den zweiten Platz bei der U-20-Weltmeisterschaft 2018.